# 近義の里駅
近義の里駅（こぎのさとえき）は、大阪府貝塚市にある水間鉄道水間線の駅。
水間線内では最も新しい駅である。

## 歴史
- 1969年（昭和44年）6月10日：開業。

## 駅構造
単式ホーム1面1線を持つ地平駅である。駅員無配置駅。駅舎や改札は設けられておらず、直接ホームに入る形である。
2009年（平成21年）6月1日のPiTaPa対応・ワンマン化以降も、当駅にはICカードリーダー等を設置する予定はなく、運賃精算には車内の整理券発行機・運賃回収箱・ICカードリーダーを使用する。

## 利用状況
「大阪府統計年鑑」によると、2019年（令和元年）次の1日平均乗降人員は231人（乗車人員：123人、降車人員：108人）である。
近年の1日平均乗降人員推移は下記の通り。
| 年次   | 1日平均 乗降人員 | 1日平均 乗車人員 | 出典   |
| ------ | ---------------- | ---------------- | ------ |
| 2010年 | 208              | 108              | [ 1 ]  |
| 2011年 | 196              | 102              | [ 2 ]  |
| 2012年 | 190              | 99               | [ 3 ]  |
| 2013年 | 232              | 123              | [ 4 ]  |
| 2014年 | 244              | 129              | [ 5 ]  |
| 2015年 | 247              | 131              | [ 6 ]  |
| 2016年 | 243              | 129              | [ 7 ]  |
| 2017年 | 243              | 129              | [ 8 ]  |
| 2018年 | 229              | 122              | [ 9 ]  |
| 2019年 | 231              | 123              | [ 10 ] |

## 駅周辺
- 国道26号
- 大阪府道40号岸和田牛滝山貝塚線
- ダイキ貝塚店（ホームセンター）
  - トイザらス貝塚店
  - ペットショップ動物の森
  - 動物の森病院
- シティホール貝塚（葬祭場）
- ツタヤ国道26号貝塚店

## 隣の駅
水間鉄道
■水間線
貝塚市役所前駅 - 近義の里駅 - 石才駅